# Colin McNab
Colin McNab (* 3. Juli 1961 in Dundee) ist ein schottischer Schachmeister.

## Leben

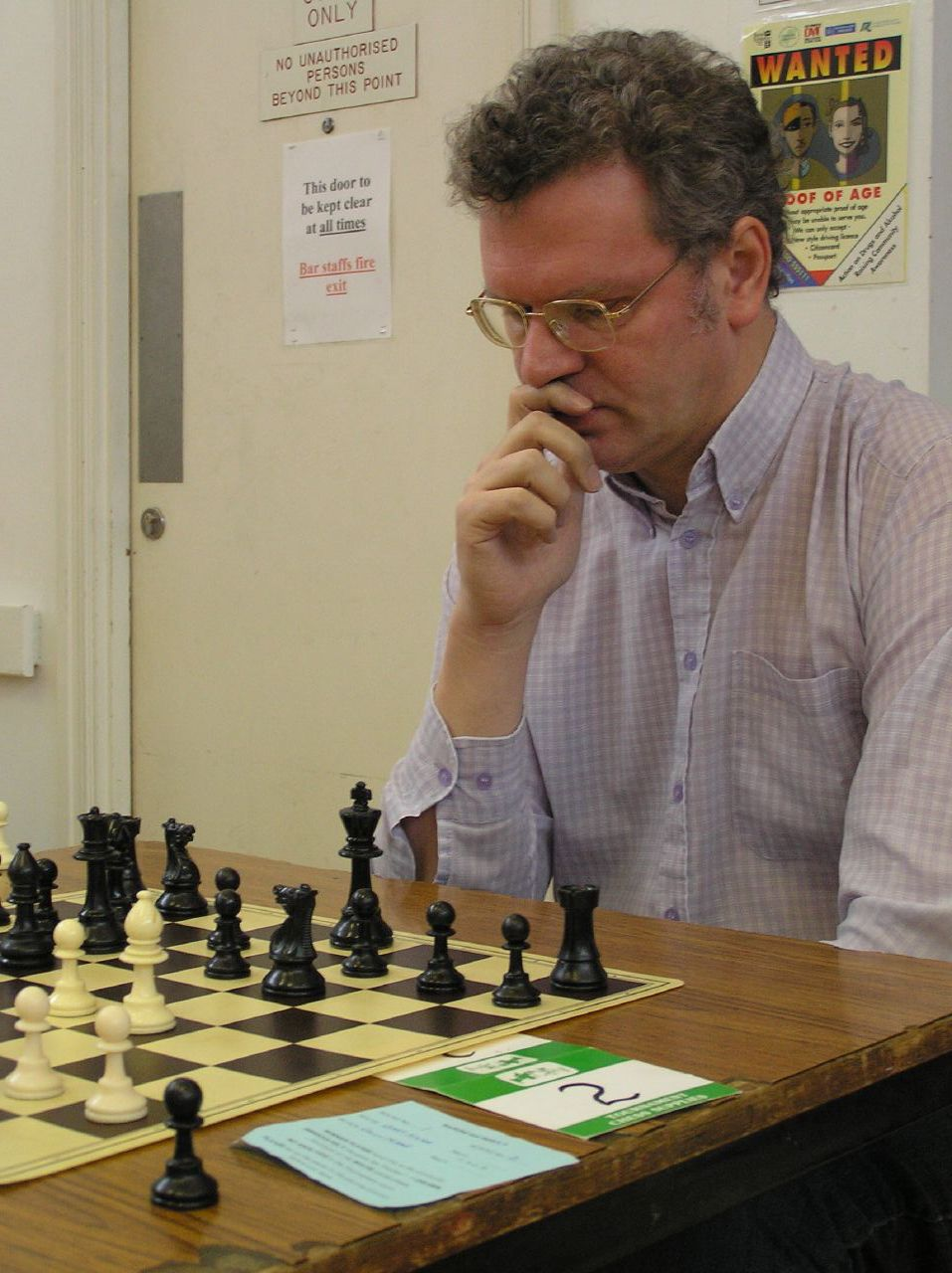
Colin McNab in Richmond 2006

McNab ist Mitarbeiter der Zeitschrift „The Scottish Chess“ und Autor von Schachbüchern. Er ist darüber hinaus promovierter Mathematiker. Sein Studium absolvierte er an der University of Oxford.

## Erfolge

### Nahschach
McNab zählt seit Beginn der 1980er Jahre zu den Spitzenspielern Schottlands. Er gewann viermal (1983, 1991, 1993 und 1995) die schottische Meisterschaft. Zwischen 1980 und 2014 nahm er mit dem schottischen Nationalteam an 17 Schacholympiaden teil (nur 1998 nahm er nicht teil), womit er schottischer Rekordspieler ist. Dreimal (1989, 1992 und 2005) nahm er für Schottland an der Mannschaftseuropameisterschaft teil, jedes Mal am ersten Brett spielend. Im Jahr 1992 wurde er nach Paul Motwani der zweite Schotte in der Geschichte, dem die FIDE den Titel eines Großmeisters verlieh. 2003 teilte er Platz zwei in Klaksvík, zum Jahreswechsel 2003/04 errang er einen bedeutenden Erfolg in Hastings, als er hinter Sachar Jefymenko Platz zwei mit Bartosz Soćko und Bogdan Lalić teilte. 2005 wurde er Dritter beim Howard-Staunton-Memorial in London und gewann in Coulsdon. Im Jahr darauf teilte er an gleicher Stelle Platz eins.
In der Four Nations Chess League spielte McNab in der Saison 1996/97 bei Northumbria, von 1998 bis 2006 bei Slough, mit denen er 1999 und 2000 britischer Mannschaftsmeister wurde; seit 2008 spielt er bei White Rose.

### Fernschach
Bis 2005 war McNab auch im Fernschach aktiv. 1993 wurde ihm der Titel eines Internationalen Fernschachmeisters verliehen, 1999 der eines Verdienten Internationalen Meisters.

### Lösen von Schachaufgaben
Bei der 28. Weltmeisterschaft im Lösen von Schachaufgaben und Studien belegte er 2004 auf Chalkidiki Platz 31, bei der 30. Weltmeisterschaft 2006 in Wageningen wurde er 10. und gehörte zur siegreichen britischen Nationalmannschaft, und 2008 auf Rhodos belegte er Platz 40. Er trägt den Titel Internationaler Meister im Lösen von Schachaufgaben.

## Werke (Auswahl)
- The Fianchetto King’s Indian, 1996
- English with c5
- Pirc without Classical
- The Ultimate Pirc, 1998 (mit John Nunn)